# 웅도 (서산시)
웅도 (熊島)는 대한민국 충청남도 서산시의 가로림만에 위치한 섬이다. 행정구역상으로는 저도와 함께 서산시 대산읍 웅도리를 이루고 있다. 섬의 인구는 61가구 128명 (2016년)이다.

## 지리와 역사
섬의 모양이 웅크리고 있는 곰과 같이 생겼다는 이유로 웅도라는 이름이 붙여졌으며, 곰섬이라고도 부른다. 가로림만 내해의 정중앙에 자리하고 있으며, 대산읍의 7개 도서 중 유일한 유인도이다. 조수간만의 차에 따라 육지와 연결된 마을이 되기도, 섬마을이 되기도 하여 시간에 따라 다양한 경관을 보인다. 전체 섬의 둘레는 5km에 불과하며, 해안도로가 조성되어 있다.
본래 서산군 지곡면 관할지역으로 편입되어 있었으며, 1914년 행정구역 개편시 웅도를 하나의 행정리로 독립시켜 '우도리'라는 이름을 붙이고 서산군 대산면에 편입시켰다. 이후 1991년 대산면은 대산읍으로 승격되었다.
2017년 6월에는 행정자치부와 한국관광공사가 주관하는 '휴가철 찾아가고 싶은 섬'의 '미지의 섬' 부문에 2년 연속으로 선정되었다.

## 명소
- 유두교 - 섬과 육지를 연결하는 연륙교 형태의 다리로 섬의 관문 역할을 한다. 2014년에 개통되었으며 폭 3ｍ, 길이는 300ｍ에 달한다.[2][4] 조수간만의 차로 다리가 바다에 잠기기 때문에 하루에 두 번은 통행이 제한된다.[1]
- 김해 김씨 사당 - 조선 인조 때 김자점이 역적으로 몰려 웅도로 귀양을 왔다는 유래가 전해지는 한옥 문화재이다.[1]
- 선캄브리아대 규암층 - 약 12억 년 전에 형성된 규암층으로 웅도 선착장에서 북서쪽으로 30미터 떨어진 지점에 있다.[2]
- 마을 보호수 반송 - 400년 된 반송으로 웅도리 큰골 서편 야산기슭의 소나무 숲속에 자리하고 있다.[2]

## 교통
서산공용버스터미널에서 웅도 입구까지 시내버스가 하루 3회 운행된다. 차량으로는 서산시에서 대산읍까지 30km로 30분가량 대산읍에서 웅도까지 7km로 10분가량 소요된다.